# Maranhão
Maranhão è uno stato del Brasile situato nella parte nord-orientale del paese.
A nord si affaccia sull'Oceano Atlantico. Confina con Piauí, Tocantins e Pará. Lo stato, che ha il 3,4% della popolazione brasiliana, è responsabile solo dell'1,3% del PIL brasiliano.
Con una superficie di 329.651,495 km² e 217 comuni, è il secondo stato più grande della regione Nord-est e l'ottavo più grande del Brasile. Ha una popolazione di 7.010.960 persone (IBGE, 2024).
Tra le città principali, oltre alla capitale São Luís, vi sono:
- Imperatriz
- Timon
- Caxias

Nel nord dello Stato, poco lontano da São Luís, si trova il Cosmodromo di Alcântara.

## Storia
Nel 1621 Ceará, Maranhão e Pará furono uniti nell'Estado do Maranhão che, autonomo dal punto di vista amministrativo, divenne parte integrante del Brasile coloniale solo nel 1774.
Maranhão non sottoscrisse la dichiarazione di indipendenza del Brasile nel 1822, anche se, l'anno seguente, i portoghesi vi vennero scacciati dall'ammiraglio Lord Cochrane. Fu così che il territorio entrò a far parte dell'impero del Brasile.

## Economia

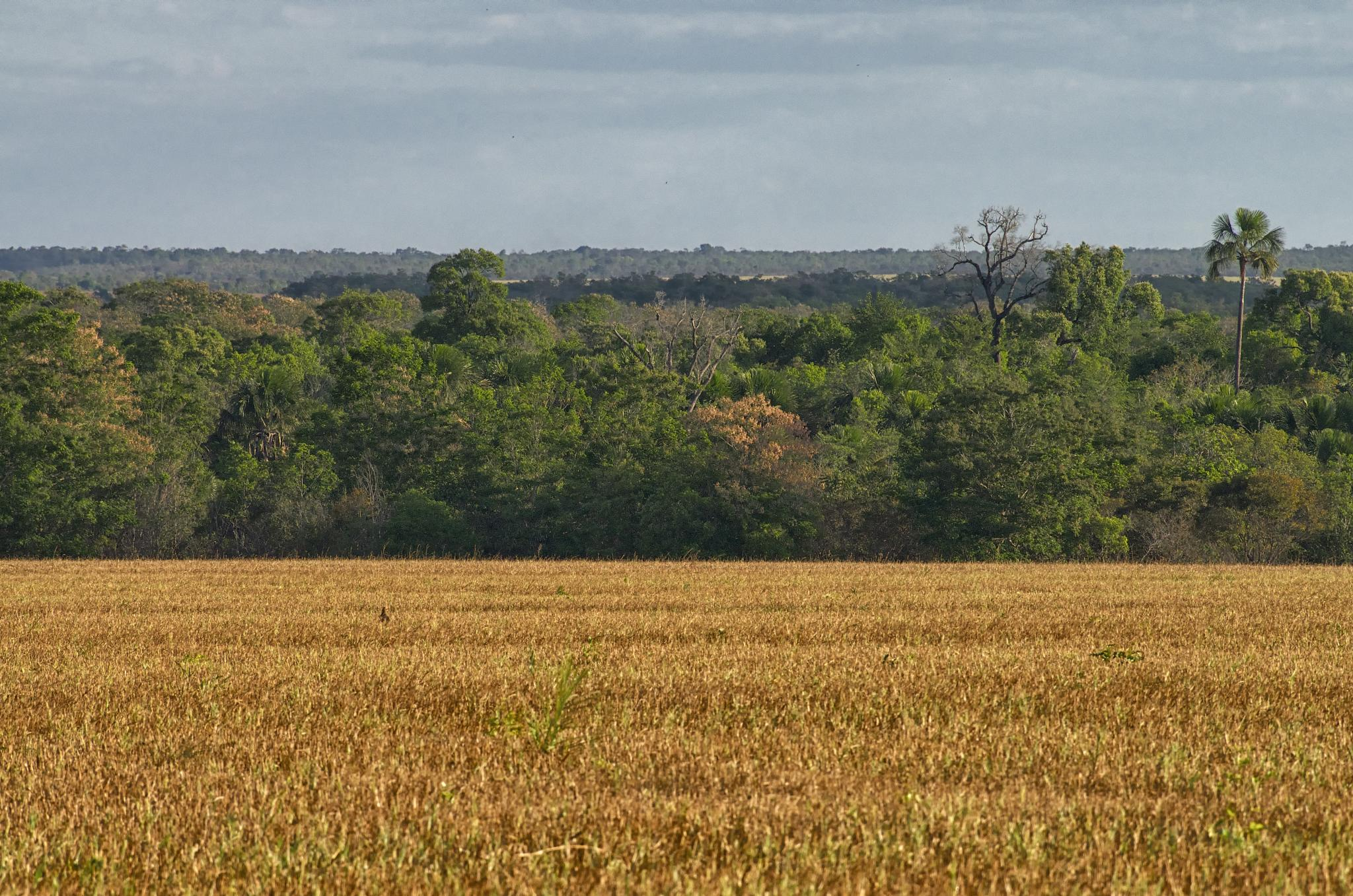
La piantagione di semi di soia in Balsas.

Il sud dello stato si trova nella regione brasiliana del Cerrado, ed è un importante produttore di cereali. Vi si insediarono discendenti di tedeschi e italiani del Brasile meridionale; la regione ha una produzione complessiva di circa 3 milioni di tonnellate di soia e 1,3 milioni di tonnellate di mais all'anno, oltre a notevoli quantità di riso. Inoltre, lo stato produce annualmente circa 2,5 milioni di tonnellate di canna da zucchero, 500.000 tonnellate di manioca, cotone e altri prodotti (dati 2019).
Nel 2018, Maranhão aveva un PIL industriale di 16,1 miliardi di reais, pari all'1,2% dell'industria nazionale e impiegava 74.593 lavoratori nell'industria. I principali settori industriali sono: utilities ai servizi industriali, come elettricità e acqua (29,5%), edilizia (24,2%), metallurgia (20,4%), cellulosa e carta (10,7%) e alimentare (3,7%). Questi 5 settori concentrano l'88,5% dell'industria statale.

## Bandiera

La bandiera del Maranhão

La bandiera dello Stato venne disegnata dal poeta Joaquim de Souza Andrade e fu ufficialmente adottata con il decreto numero 6 del 21 dicembre 1889.
Le strisce di diverso colore rappresentano i vari gruppi etnici che compongo la popolazione locale. La stella nell'angolo superiore sinistro rappresenta lo Stato stesso e si ritiene si tratti di Beta Scorpii, visto che la costellazione dello Scorpione è rappresentata sulla bandiera brasiliana.